# Carlsberg (Pfalz)
Carlsberg este o comună din landul Renania-Palatinat, Germania.